# Charles Konan Banny Stadium
Charles Konan Banny Stadium – stadion piłkarski w Jamusukro w Wybrzeżu Kości Słoniowej. Stadion jest jedną z aren Pucharu Narodów Afryki 2023. Pojemność stadionu wynosi 20 000 Był on nominowany do nagrody w konkursie Stadium of the Year 2022.
Pierwszym meczem na tym stadionie był wygrany przez drużynę Wybrzeża Kości Słoniowej mecz z Zambią 3:1, 3 czerwca 2022 roku. Pierwszą bramkę dla gospodarzy, a zarazem pierwszą w historii stadionu zdobył Serge Aurier.

## Historia
Rząd Wybrzeża Kości Słoniowej ogłosił przetarg na budowę nowego stadionu we wrześniu 2017 roku. Miało to związek przede wszystkim z organizacją Pucharu Narodów Afryki w 2023. Oficjalna ceremonia rozpoczęcia budowy miała miejsce 19 października 2018 roku.
Stadion planowano otworzyć w 2020 roku, jednak przeszkodził w tym wybuch pandemii COVID-19. Następnie, pomimo chęci otwarcia stadionu w 2021, otwarto go w 2022 roku.
W maju 2022 roku odało się uzyskać jego akceptację przez CAF, a następnie stadion został zainaugurowany podczas meczu z Zambią w ramach eliminacji do PNA 2023.
Budowa pochłonęła 47 miliardów franków CFA (niecałe 23 miliony dolarów).

## Architektura
Stadion oprócz boiska piłkarskiego mieści również bieżnię lekkoatletyczną. Ma zamkniętą budowę, tzn. ze wszystkich stron jest otoczony zadaszonymi trybunami. Trybuna główna, znajdująca się po zachodniej stronie jest dwukondygnacyjna. Na wschodniej trybunie ułożenie krzesełek przypomina flagę Wybrzeża Kości Słoniowej. Pozostałe krzesełka są w kolorze niebieskim. Pod dachem znajdują się reflektory, a na łukach stadionu - telebimy. Obok stadionu zbudowano ogromny parking.